# Venere e Giove
Venere e Giove è un'opera di Paolo Veronese del 1562-65.
Il dipinto raffigura l'amore tra Venere e Giove. Il dipinto è diviso in due da una colonna a cui sono appoggiati i due dei seminudi in atteggiamenti amorosi, di fronte ad un'aquila, emblema di Giove, appoggiata ad una fontana. L'altra metà dell'opera, a destra, raffigura alcune figure umane che passeggiano intorno ad un'altra fontana in un colonnato. Questo particolare è ritenuto un chiaro rimando alle opere di Andrea Palladio.
L'opera, probabilmente utilizzata in origine come decorazione di qualche pezzo d'arredamento, fece la sua prima apparizione pubblica nel corso di un'asta di Christie's del 1927, insieme ad altre tre opere identiche per soggetto e dimensioni.